# رودخانه هوگلی
رودخانه هوگلی (به انگلیسی: Hooghly River) یک رود در هند است که در بنگال غربی واقع شده‌است.